# Bow Wow
Bow Wow, pseudonimo di Shad Gregory Moss (Columbus, 9 marzo 1987), è un rapper, attore e conduttore televisivo statunitense. Lanciato nel mondo della musica a soli 6 anni, ha successivamente raggiunto un notevole successo commerciale negli anni successivi. Nel corso della sua carriera ha pubblicato 7 album e partecipato a diversi film e show televisivi in qualità di attore. Ha inoltre condotto trasmissioni di successo come 106 & Park.

## Carriera musicale

### Infanzia, Beware of Dog, Doggy Bag (1993-2002)

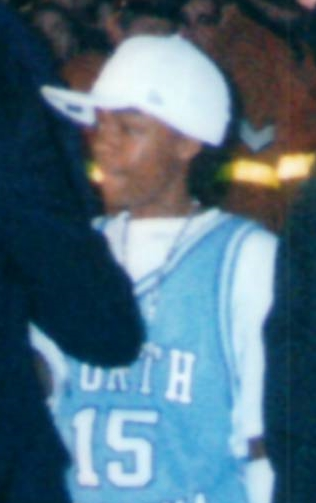
Bow Wow nel 2002

La passione di Moss per il rap nasce quando ha soltanto 3 anni, ma inizia a rappare a tutti gli effetti in maniera amatoriale all'età di 6 anni. In questo periodo ha modo di esibirsi in un evento in cui viene notato dal già celebre Snoop Dogg, il quale gli assegna immediatamente lo pseudonimo di Lil Bow Wow e gli dà modo di apparire in una traccia del suo successivo album Doggystyle, pubblicato nel novembre dello stesso anno. Nel 1998 incontra il produttore discografico Jermain Dupri, che gli permette di apparire nella colonna sonora del film Wild Wild West.
Successivamente i suoi genitori acconsentono a legare Moss all'etichetta discografica Columbia Records, sotto la quale debutta nel mondo della discografia nel 2000 con l'album Beware of Dog. L'album, promosso attraverso singoli in collaborazione con artisti già noti come le Xscape e lo stesso Snoop Dogg, raggiunge la numero 8 della Billboard 200 e vende oltre 2 milioni di copie in USA. Nel 2001 pubblica il suo secondo album Doggy Bag, che vende oltre 1 milione di copie in USA; i singoli estratti da questo progetto ottengono un riscontro minore rispetto a quelli estratti dall'album precedente.
In seguito alla pubblicazione dell'album, Lil Bow Wow partecipa alla colonna sonora del film Basketball con il brano Like Mine, che ottiene un notevole riscontro commerciale. Nel 2002 l'artista dichiara a MTV di aver deciso di cambiare il suo nome d'arte semplicemente in Bow Wow affinché potesse continuare a rappresentarlo anche negli anni a venire e perché irritato dal fatto che molti altri rapper giovani stessero optando per nomi d'arte simili al suo.

### Unleashed, Wanted, The Price of Fame, Face Off, New Jack Classic City (2003-2009)
Nel 2003 pubblica il suo terzo album Unleashed, il primo in cui è accreditato come Bow Wow e il primo a non essere prodotto da Jermaine Dupri. L'album, che include collaborazioni con artisti come Birdman, Mario e Amerie, viene certificato oro in USA. In seguito alla pubblicazione del disco, Bow Wow collabora con l'allora anche lei giovanissima JoJo nel singolo Baby It's You. Nel 2005 l'artista pubblica l'album Wanted: i primi singoli da esso estratti, Let Me Hold You con Omarion e Let You con Ciara, diventano i maggiori successi discografici dell'artista. L'album viene certificato platino in USA. Nei mesi successivi l'artista continua a pubblicare collaborazioni con vari artisti. Nel 2006 prende parte alla colonna sonora del film The Fast and the Furious: Tokyo Drift, a cui partecipa anche come attore.
Sempre nel 2006 pubblica il suo quinto album The Price of Fame, lanciato dal lead single Shorty Like Mine in collaborazione con Chris Brown. Il singolo ottiene un notevole riscontro commerciale (numero 9 nella Billboard Hot 100) e l'album viene certificato oro. Nel 2007 Bow Wow collabora con Omarion nell'album Face Off, un progetto costituito interamente da collaborazione fra i due artisti. Segue il lancio di 2 mixtape: Half Dog Vol. 1 e Half Dog Vol 2. Nel 2009 pubblica il suo settimo album New Jack City II: il progetto, che include collaborazioni con T.I. e Jermaine Dupri, segna la fine della partnership fra Bow Wow e Columbia. In seguito alla pubblicazione del disco, il rapper firma infatti un contratto con la Cash Money Records, etichetta di proprietà di Birdman e Lil Wayne. Sempre nel 2009 collabora con Tiffany Evans, anche lei ex bambina prodigo, nel brano I'm Grown.

### Album mai pubblicato, singoli vari (2010-presente)
Nel 2010 Bow Wow annuncia la pubblicazione dell'album Underrated, che avrebbe dovuto includere numerosissime collaborazioni di rilievo. I brani For My Hood con DJ Khaled e Sean Kingston e Ain't Thinkin' Like You con Chris Brown vengono lanciati come primi singoli. Dopo numerosi posticipi e vari anni spesi concentrandosi principalmente sulla carriera televisiva, Bow Wow annuncia nel 2015 di aver lasciato l'etichetta e che l'album non sarebbe mai stato pubblicato. Nel 2017 annuncia il suo ritiro come rapper e l'imminente pubblicazione di un nuovo album: il progetto non è mai stato pubblicato, tuttavia negli anni successivi l'artista pubblica svariati altri singoli, senza mai ritirarsi effettivamente dal mondo della musica.

## Altre attività
In concomitanza con il suo esordio come artista musicale, Bow Wow ha debuttato anche come attore apparendo in svariati episodi di serie TV e sit com in qualità di guest star. Il suo debutto sul grande schermo avviene nel 2002 nel film Il Sogno di Calvin, in cui interpreta un bambino che sogna di diventare un campione della NBA; fanno seguito a ciò svariati cameo in altre pellicole. Ha successivamente avuto ruoli di rilievo in film come The Fast and the Furious: Tokyo Drift e Hurrican Seasons, oltre ad ottenere parti in serie TV di grande successo come Smallville e Ugly Betty. Nel 2010 recita nel film Lottery Ticket. Nel 2013 recita inoltre nel quinto capitolo della saga di Scary Movie. Entra successivamente a far parte del cast della serie TV CSI: Cyber, spin off di CSI che va in onda a partire dal 2015.
A partire dagli ultimi mesi del 2013, Moss debutta come conduttore televisivo ottenendo la conduzione di 106 & Park, programma di punta della rete televisiva BET. Affiancato dalla cantante canadese Keshia Canté, anche lei al debutto come conduttrice, Bow Wow rimane al timone dello show fino alla sua chiusura, avvenuta a fine 2014. Nel 2016 conduce un'edizione della trasmissione australiana RnB Friday Nights. Tornato in USA conduce il game show a tematica musicale Tracks, prodotto da Christina Aguilera e trasmesso da Spike. A partire dal 2017 prende parte al reality show Growing Up Hip Hop Atlanta, come parte del cast principale; viene riconfermato per tutte le successive edizioni dello show.
A partire dal 2014, Shad Moss è stato accreditato con il suo vero nome e non più con lo pseudonimo di Bow Wow in qualsiasi attività abbia intrapreso, fatta eccezione di quella musicale. Ciononostante, a fine gennaio 2021 lancia un account Onlyfans a nome di Bow Wow.

## Vita privata
Durante l'adolescenza, Bow Wow ha avuto una relazione con la collega Ciara. Ha una figlia chiamata Shai Moss. Nel 2012 è stato condannato a versare 3000 dollari al mese di alimenti per la bambina. Nel medesimo periodo l'artista ha dichiarato di aver sofferto di pensieri suicidi. Si è successivamente fidanzato in via ufficiale con Erica Mena, già nota come personaggio televisivo in USA.
Nel 2008 Bow Wow ha portato avanti una campagna per convincere le persone a votare per le elezioni presidenziali. Ciononostante, nel 2016 l'artista ha dichiarato di non aver intenzione di votare alle presidenziali in quanto non si identificava con nessuno dei candidati in corsa per la presidenza. Nel 2014 ha partecipato ad alcune manifestazioni di protesta contro l'omicidio di Michael Brown da parte della polizia statunitense.

## Discografia

### Album

#### Solisti
- 2000: Beware of Dog
- 2001: Doggy Bag
- 2003: Unleashed
- 2005: Wanted
- 2006: The Price of Fame
- 2009: New Jack City II

#### In collaborazione
- 2007: Face Off (con Omarion)

### Mixtape
- 2008 - Half Man, Half Dog Vol. 1
- 2009 - Half Man, Half Dog Vol. 2
- 2009 - The Green Light
- 2010 - Greenlight 2
- 2010 - Greenlight 3
- 2011 - Greenlight 4
- 2011 - I'm Better Than You
- 2013 - Greenlight 5
- 2016 - Ignorant Shit (con Soulja Boy)
- 2019 - Greenlight 6

### Colonne sonore
- 2006: The Fast and the Furious: Tokyo Drift

## Singoli
- 2005: Like You (Featuring Ciara)
- 2007: Girlfriend (With Omarion)
- 2007: Hey Baby (Jump Off) (With Omarion)

## Filmografia

### Cinema
- All About the Benjamins, regia di Kevin Bray (2002)
- Il sogno di Calvin (Like Mike), regia di John Schultz (2002)
- Roll Bounce, regia di Malcolm D. Lee (2005)
- The Fast and the Furious: Tokyo Drift, regia di Justin Lin (2006)
- Madea's Big Happy Family, regia di Tyler Perry (2011)
- Questioni di famiglia (The Family Tree), regia di Vivi Friedman (2011)
- Scary Movie V, regia di Malcolm D. Lee (2013)
- Fast & Furious 9 - The Fast Saga (F9: The Fast Saga), regia di Justin Lin (2021)

### Televisione
- Moesha – serie TV, episodio 6x15 (2001)
- Carmen: A Hip Hopera, regia di Robert Townsend – film TV (2001)
- Smallville – serie TV, episodio 6x06 (2006)
- Ugly Betty – serie TV, episodio 2x11 (2008)
- Entourage – serie TV, 5 episodi (2008-2009)
- La vita segreta di una teenager americana (The Secret Life of the American Teenager) – serie TV, episodi 4x10, 4x14 (2011)
- 106 & Park – programma TV (2012-2014)
- CSI: Cyber – serie TV, 31 episodi (2015-2016)

## Doppiatori italiani
Bow Wow è stato doppiato da:
- Davide Perino in The Fast and the Furious: Tokyo Drift, Fast & Furious 9 - The Fast Saga
- Andrea Mete ne Il sogno di Calvin
- Fabrizio De Flaviis in Roll Bounce
- Gabriele Sabatini in Smallville
- Gianluca Cortesi in Questioni di famiglia
- Luca Mannocci in CSI: Cyber.